# Fesa
Fesa is een geslacht van hooiwagens uit de familie Sclerosomatidae.
De wetenschappelijke naam Fesa is voor het eerst geldig gepubliceerd door Roewer in 1953. 

## Soorten
Fesa is monotypisch en omvat slechts de volgende soort:
- Fesa tricolor